# Sopela
Sopela (fino al 2014 nota col toponomio castigliano Sopelana) è un comune spagnolo di 18 569 abitanti situato nella comunità autonoma dei Paesi Baschi.